# 野島伸司
野島 伸司（のじま しんじ、1963年3月4日 - ）は、日本のテレビドラマ、映画、アニメーションの脚本家、シナリオライター。血液型はA型。
脚本業を始め現代詩、作詞、絵本、小説、漫画、アニメーションの分野にも進出している。

## 略歴
新潟県柏崎市出身。1981年、さいたま市立浦和高等学校卒業。その後中央大学法学部政治学科中退後に渡米し、ロサンゼルスに滞在。ホームステイをしながらUCLAに通う。帰国後、飲食店、肉体労働、テレビ局におけるフロアディレクターなどのアルバイトを転々とし、22,3歳の頃、青森県の製缶工場でまるでロボットのように黙々と作業していた時の反動でアイデンティティを確立したいと強く思い、帰りがけにたまたま見た雑誌に載っていたシナリオ募集に応募してみようと決意し、ワープロで初めて執筆した。
1987年、脚本を学ぶため、シナリオ作家協会主催のシナリオ講座9期研修科を受講。講師の一人であり、当時第一線で活躍していた脚本家・伴一彦に師事し、『ハートカクテル・ドラマスペシャル』（日本テレビ系）などのプロットを担当する。
1988年5月、『時には母のない子のように』で第2回フジテレビヤングシナリオ大賞を受賞し、メジャーデビュー。『君が嘘をついた』（1988年、フジテレビ系）で連続テレビドラマの脚本家デビュー。ドラマは平均視聴率17.3%を記録し、業界で注目を集める。その後、フジテレビのドラマプロデューサー、大多亮と二人三脚で、トレンディドラマの脚本を手がける。
1993年、『高校教師』（TBS系）ではゴールデンタイム枠でありながら男性教師と女子高生の純愛、レイプや近親相姦というショッキングで重いテーマを取り上げ、賛否両論を呼んだ。
1994年、『家なき子』（日本テレビ系）に企画・原案で参加し、「同情するなら金をくれ!」という台詞が流行語となった。
2016年4月開校の俳優養成スクール「ポーラスター東京アカデミー」の総合監修に名を連ね、自身のキャスティング能力を生かし、俳優の原石を見つけて実際の仕事につなげて育成していくことを目的に活動を始める。日本最大級のキッズファッション＆エンタメショー「ドリームキッズコレクション」とコラボレーションしての新人俳優発掘プロジェクトも始動。ここから輩出された俳優に奈緒や佐々木このみらがいる。
2021年、野島にとって初の試みであるアニメーション作品『ワンダーエッグ・プライオリティ』の原案・シナリオを担当し、アニメーションの制作はCloverWorksが担当した
。

## 作風・社会的評価
- 野島伸司は1992年に放送された『愛という名のもとに』を皮切りに、暴力、暴言、レイプ、いじめ、障害者、自殺など現代の人間社会の暗部を過激、露悪的に切り取った作品を多く手がけはじめ[4]、1993年の『高校教師』がターニングポイントになったと回想しており「もし、『高校教師』が成功してなかったら、それまでのラブコメを作っていた自分に戻ったかもしれない。良くも悪くもあの作品で一変した」と述懐している[14]。しかし、1998年の『聖者の行進』（TBS系）ではずっと前から指摘され続けていた明らかに視聴率目当てのレイプシーンや流行りの暴力描写、わかりやすく過剰に露悪的な表現の多さ、出演する役者のキャリアを使い捨てるようなワンパターンな演出に視聴者からの抗議が殺到し[4][15]、スポンサーの三共がTBS金曜ドラマ枠のスポンサーを降りるという事態も発生した。他の作品もほとんどが20%以上[4]を記録する一方で、作中の表現が日本PTA全国協議会のアンケートでたびたび問題として取り上げられ、「子供に見せたくない番組」ワーストランキングに入ることも少なくなかった[注 1]。これに関して野島本人は、「若ければ若いほど、自分を固定していない、完成していない、いろいろなものに刺激を受けやすい。そこに向けて作るのが、物作りの基本的な考え[16]」という持論を当時から展開しており[4]、批判を受けたり視聴率に伸び悩んだとしてもソフトとしてクオリティーが高く、後に忘れられない“いいドラマ”を残したいと野島は主張している[16]。
- タイトルは既存の作品から借用することが多く、デビュー作の『時には母のない子のように』はカルメン・マキのヒット曲（1969年発売、寺山修司作詞）と同題である。また、『人間失格』（1994年、TBS系）は太宰治の『人間失格』と完全に一致していたため、放送開始前に太宰家の遺族から苦情申し入れがあり、結果、中黒を挿入し一文追加した『人間・失格〜たとえばぼくが死んだら』と改題された（『たとえばぼくが死んだら』は森田童子の曲名）。
- 野島作品ではテーマ曲も効果的に使われており、ドラマ評論家の成馬零一も1993年の『高校教師』（TBS系）の主題歌である森田童子の「ぼくたちの失敗」について、「歌詞が強烈で、作品全体の印象を支配しているといっても過言ではない」と評している[7]。懐メロも多く登場し[7]、1995年の『未成年』（TBS系）ではカーペンターズ、2001年の『ストロベリー・オンザ・ショートケーキ』（TBS系）ではABBAを起用し、それぞれのリバイバル・ブームのきっかけとなっている[14]。これは昔から主役とバーターで主題歌を決められることに嫌悪感があった野島が、要求を拒否して自分が良いと思ったテーマソングを使い続けてきた結果であり、やがて芸能事務所側もバーターを諦めるようになったという[14]。
- かつて野島が手掛ける作品では『高校教師』など数多くの作品で千住明が劇伴を担当していた。野島が残酷ないじめを表現すれば千住が音楽で哀れみ、野島が濃いシーンを出せば千住が音楽をギターのメロディ1本で薄くするなどバランスをとってきた結果、周りからは“野島が父で千住が母”と表現されるようになったという。千住は「互いにペアとしてもいい表現ができる相手だったんだと思います。」とインタビューで述べていたが[17]、2010年に放送された『GOLD』を最後に野島ドラマの劇伴には一切関わらなくなり、2023年には野島が脚本を執筆した『何曜日に生まれたの』ではなく、同作の裏番組となった『VIVANT』の劇伴に関わった。
- 自身が新潟県出身ということもあり、劇中の登場人物に同県出身の設定を入れたり、ロケが行われる作品も多い。

## 人物
- 「企画立案」として作品に関わる際は“わかりやすくシンプルに”ということを心がけるが、「脚本」という立場になるとそれは全く考えず、今自分が興味のあること、思っていることをそのまま表現することを最も重要視する[1]。そうなると狭い世界にのめりこんでしまうので、一歩下がって俯瞰し、主観と客観の両方で作品を見つめる方が良いと感じる場合には、「脚本監修」という立場で関わるようにしている[16]。
- 中国や韓国では『101回目のプロポーズ』[18]や『ストロベリー・オンザ・ショートケーキ』[19]がリメイクされており、野島自身も韓国に赴き、脚本家らを対象に講演会を行った[20]。
- 父親の影響で幼い頃から高校生まで空手をやっており、自らを「筋金入りの体育会系」と形容する[1]。
- 野球が好きで、福岡ソフトバンクホークスのファン[21]。
- 息子がいるが、自分と同じ作家の道は歩ませたくないという[21]。
- 自身が手がけた過去作品の中で印象に残っている役者に男性だといしだ壱成、女性では桜井幸子を挙げている[注 2][14]。

## 作品
♰は千住明劇伴音楽担当作品

### 脚本

#### 単発ドラマ
- フジテレビヤングシナリオ大賞「時には母のない子のように」（1988年11月20日、フジテレビ）
- フローズンナイト〜凍てつく真夏の夜〜「私だけのあなた」（1989年8月12日、フジテレビ）※4話からなるオムニバスの一本。
- 世にも奇妙な物語「死ぬほど好き」（1990年7月20日、日活、フジテレビ）※3話からなるオムニバスの一本。
- バレンタインに何かが起きる「恐怖の義理チョコ」（VHS題「義理チョコに御用心」）（1991年2月11日、TBS）※3話からなるオムニバスの一本。

#### 連続ドラマ
- 君が嘘をついた（1988年、フジテレビ）
- 愛しあってるかい!（1989年、フジテレビ）
- すてきな片想い（1990年、フジテレビ）
- 101回目のプロポーズ（1991年、フジテレビ）
- 愛という名のもとに（1992年、フジテレビ）
- 高校教師（1993年、TBS）♰[8]
  - 高校教師（2003年、TBS）[22]♰
- ひとつ屋根の下（1993年、フジテレビ）
  - ひとつ屋根の下2（1997年、フジテレビ）
- この世の果て（1994年、フジテレビ）
- 人間・失格〜たとえばぼくが死んだら（1994年、TBS）♰
- 未成年（1995年、TBS）♰
- 聖者の行進（1998年、TBS）♰
- 世紀末の詩（1998年、日本テレビ）[4]♰
- リップスティック（1999年、フジテレビ）
- 美しい人（1999年、TBS）♰
- ストロベリー・オンザ・ショートケーキ（2001年、TBS）♰
- ゴールデンボウル（2002年、日本テレビ）
- プライド（2004年、フジテレビ）
- あいくるしい（2005年、TBS）♰[23]
- 薔薇のない花屋（2008年、フジテレビ）
- ラブシャッフル（2009年、TBS）
- GOLD（2010年、フジテレビ）♰
- 理想の息子（2012年、日本テレビ）
- シニカレ（2012年、NOTTV）
- 49（2013年、日本テレビ）[24]
- プラトニック（2014年、NHK BSプレミアム）[25]
- お兄ちゃん、ガチャ（2015年、日本テレビ）[26]
- OUR HOUSE（2016年、フジテレビ）[27]
- パパ活（2017年、dTV×FOD）[28]
- 雨が降ると君は優しい（2017年、Hulu）[29]
- 彼氏をローンで買いました（2018年、dTV×FOD）[30]
- KISSしたい睫毛（2018年、フジテレビ） - 『彼氏をローンで買いました』とのコラボ作品[31]
- 高嶺の花（2018年、日本テレビ）
- 百合だのかんだの（2019年、FOD）
- エロい彼氏が私を魅わす（2021年、FOD）[32]
- 何曜日に生まれたの（2023年、朝日放送テレビ・テレビ朝日系）[33]

#### 映画
- 君は僕をスキになる（1989年）
- スキ!（1990年）
- 高校教師 もうひとつの繭の物語（1993年） ♰
- ヒーローインタビュー（1994年）
- 家なき子（劇場版）（1994年）…企画を担当 ♰

#### 舞台
- ウサニ（2012年、ル テアトル銀座）[34]

#### アニメ
- ワンダーエッグ・プライオリティ（2021年） - 原案・脚本担当[35]

### 脚本監修

#### テレビドラマ
- 明日、ママがいない（2014年、日本テレビ）[36]
- アルジャーノンに花束を（2015年、TBS）[37]

### 企画・プロデュース

#### テレビドラマ
- 家なき子（1994年、日本テレビ）♰
  - 家なき子2（1995年、日本テレビ）♰
- フードファイト（2000年、日本テレビ）[1]
- 仔犬のワルツ（2004年、日本テレビ）…♰最終話は野島自ら脚本を担当

#### 舞台
- ガチャリコフェスティバル（2020年）[38]

### 原案
- 新・星の金貨（2001年、日本テレビ）

### 詩集
- 野島伸司詩集（幻冬舎、1998年）…絶版
  - 野島伸司詩集II 僕とリンネ（ワニブックス、1998年）
  - 野島伸司詩集III ピンク色のヒヨコ（ワニブックス、2000年）

### 絵本
- コオロギくんの恋（ワニブックス、2000年）
  - コオロギJr.の愛（ワニブックス、2001年）
- 「コンちゃんのなまか」（フジテレビ、脚本のみ担当。2007年）…未販売

### 小説（ノベライズは除く）
- スワンレイク（幻冬舎、2002年）
- ウサニ（幻冬舎、2003年）
- スコットランドヤード・ゲーム（小学館、2006年）
- スヌスムムリクの恋人（小学館、2008年）
- Re:返信(自殺志願)（小学館、2012年）

### 漫画
- NOBELU -演-（原作担当、作画：吉田譲、週刊少年サンデー 2013年16号 - 2014年50号、小学館）[39]
- スヌスムムリクの恋人（原画担当、作画タアモ、フラワーコミックス全2巻・小学館・2010年2月26日同時発売)
- シード・オブ・ライフ（原作担当、作画：蓮まこと、JJ2023年4月6日発売号、光文社から連載開始）
- 原始少女ウララ（原作担当、作画：中山敦支、2024年3月3日、少年ジャンプ+掲載）

### シナリオ集
- ラブシャッフル（全2巻、小学館文庫、2009年）

### 作詞
- SMAP「らいおんハート」（『フードファイト』主題歌、2000年）[40]
- alan「明日への讃歌」（2007年）
- スノープリンス合唱団「スノープリンス」（2009年）
- Hey! Say! JUMP「SUPER DELICATE」（『理想の息子』主題歌、2012年）[41]
- 山下智久「ERO -2012 version-」（2012年）[42]
- SMAP「エンジェルはーと」（2012年）[40]
- Sexy Zone「A MY GIRL FRIEND」（『49』主題歌、2013年）[43]
- チキンバスケッツ「私のオキテ」（『49』挿入歌、2014年）
- コトリンゴ「誰か私を」（『明日、ママがいない』主題歌、2014年）[44]
- ASTRO「1番好きな人にサヨナラを言おう」（『エロい彼氏が私を魅わす』主題歌、2021年）[45]
- ソン・シギョン「ハチミツ」（『百合だのかんだの』主題歌）
- KK「誰か私を」（『49』主題歌）

### 配信ゲーム
- Android端末用女性向け恋愛ゲーム「愛読音（あとね）」（2016年6月13日 - 配信開始）[46]

## 受賞歴
- ザテレビジョンドラマアカデミー賞
  - 脚本賞[47][48]
    - 第2回（『人間・失格〜たとえばぼくが死んだら』）
    - 第7回（『未成年』）
    - 第16回（『聖者の行進』）
    - 第56回（『薔薇のない花屋』）
- TV LIFE年間ドラマ大賞[49]
  - 脚本賞
    - 第3回（1993年）（『高校教師』『ひとつ屋根の下』）
    - 第4回（1994年）（『人間・失格〜たとえばぼくが死んだら』『この世の果て』、『家なき子』※企画参加）
    - 第5回（1995年）（『未成年』）
    - 第7回（1997年）（『ひとつ屋根の下2』）